# Тепкин, Гавриил Эрдневич
Гавриил Эрдневич Тепкин (1891, станица Денисовская, Сальский округ, область Войска Донского, Российская империя — 19 июля 1920, Мелитополь) — офицер Русской императорской армии, участник Гражданской войны в России, командир 80-го Зюнгарского Калмыцкого конного полка, полковник.

## Биография
Родился в 1891 году в Бокшрахинском аймаке Сальского округа области Войска Донского в семье донского казака-калмыка-коннозаводчика Эрдне Тепкина из большого семейного рода Гексляхн (Бокшранхна аамг) кости хо-меркит. Закончив станичное приходское училище, обучался в Новочеркасском реальном училище, после окончания которого поступил в Новочеркасское казачье военное училище, откуда был выпущен в чине хорунжего. Перед самым началом Первой мировой войны, в 1914 году, в первом офицерском чине мобилизован в 22-й Донской казачий полк, формируемый в станице Нижне-Чирской. Взводным офицером 5-й сотни этого полка он прибыл на фронт. Войну окончил в чине подъесаула на должности полкового адъютанта.
За время войны был награждён орденом Святого Станислава 3-й степени, орденом Святого Владимира 4-й степени, золотым оружием и медалями.
После разложения Российской армии, он, в числе немногих офицеров полка, вернулся на Дон.
С приходом Советской власти выступил против неё, присоединившись к отрядам генерал-майора В. И. Тапилина. Став командиром сотни 61-го Донского казачьего полка он участвовал в «Степном походе» до Сарепты (около Царицына) и обратно, участвуя во всех боях. К весне 1919 года был старшим адъютантом штаба конной дивизии, к осени начальником штаба отдельной конной бригады в чине полковника.
В январе 1920 года получил командование 80-м Зюнгарским Донским Калмыцким конным полком. В бои и атаки всегда водил полк сам, что сильно выделяло его на фоне большинства офицеров Добровольческой армии. После разгрома армии и отступления её к Новороссийску, на неоднократный ультиматум красных о капитуляции, он, в числе немногих офицеров, вопреки всеобщей панике на Черноморском побережье, отказался сдавать свой полк. В итоге больше месяца полк нёс оборону под натиском Красной армии, прикрывая отступающие части Белой армии, брошенные командованием на произвол судьбы. В Адлере в числе последних погрузился на корабль, дождавшись погрузки последней сотни, снятой с передовой. По случаю прибытия в Крым 80-м Зюнгарским полком во главе с Г. Э. Тепкиным был дан парад, который принял лично главнокомандующий генерал П. Н. Врангель, так как этот полк был единственным в полном боевом вооружении.
В июле 1920 года, чувствуя себя нездоровым, по-прежнему водил свой полк в бой. У него был диагностирован брюшной тиф, от которого он скончался и был похоронен на Песчанном кладбище (Мелитополь) 19 июля 1920 года, в возрасте 29 лет.

## Стихотворение его памяти
Атаман станицы Потаповской Саран Ремилев написал стихотворение памяти полковника Г. Э. Тепкина
Спи мирно и тихо, начальник лихой.

Герой наш народный, Зюнгарец, родной:

Ты, славный калмык; ты, джигит удалой -

Ты рано скончался в краине чужой.

Ты славой великой покрыт от отцов

И лавры героя стяжал у донцов.

Мы Тихому Дону, курганам святым

И Салу с Донцом, всем притокам родным

Поклоны твои, наш герой, воздадим,

Когда к берегам их снова прилетим.

Услышишь в могиле ты эхо степное,

Несущее славу Донского героя

За Волгу, к Уралу, к вершине Алтая.

К тебе долетит и молитва святая, -

Во имя твое сотворим ее мы

В всевышнем хуруле свободной Страны!

Так спи же, наш любимец, и помни, родной!

Что сердце зюнгаров - навеки с тобой!